# درازان توميتش
درازان توميتش (بالألمانية: Drazan Tomic)‏ (و. 1974  م) هو لاعب كرة سلة ألماني، ولد في برلين، شارك في بطولة أمم أوروبا لكرة السلة 1999، وبطولة أمم أوروبا لكرة السلة 2001، مركز لعبه هو لاعب هجوم صغير الجسم.

## وصلات خارجية
- درازان توميتش على موقع IMDb (الإنجليزية)
- درازان توميتش على موقع الاتحاد الدولي لكرة السلة (الإنجليزية)
- درازان توميتش على موقع الدوري الإسباني لكرة السلة (الإسبانية)
- درازان توميتش على موقع كرة السلة الأوروبية.كوم (الإنجليزية)
- درازان توميتش على موقع ريلجم (الإنجليزية)
- درازان توميتش على موقع بروبوليرز (الإنجليزية)
- درازان توميتش على موقع سبورتس رفرنس (الإنجليزية)
- درازان توميتش في قاعدة بيانات الأفلام على الإنترنت